# Jolijn de Haan
Jolijn de Haan (* 3. Oktober 2002) ist eine niederländische Volleyballspielerin. Die Außenangreiferin spielt seit 2023 bei den Ladies in Black Aachen.

## Karriere
De Haan begann ihre Karriere bei Sliedrecht Sport. In der Saison 2020/21 spielte sie beim Talentteam Papendal. Danach kehrte sie nach Sliedrecht zurück. Bei der Nations League 2023 gab die Außenangreiferin ihr Debüt in der A-Nationalmannschaft. Anschließend wechselte sie zum deutschen Bundesligisten Ladies in Black Aachen. In der Saison 2023/24 kamen die Ladies in Black ins Pokal-Viertelfinale gegen Allianz MTV Stuttgart. In der Bundesliga mussten sie als Tabellenletzter der Zwischenrunde zum zweiten Mal in Folge auf die Playoffs verzichten. Nach der Saison kehrte de Haan zurück nach Sliedrecht.